# ناتان أودوا
ناتان أودوا (بالإنجليزية: Nathan Oduwa)‏ (5 مارس 1996 ببلومزبري في المملكة المتحدة - ) هو لاعب كرة قدم بريطاني في مركز الوسط. شارك مع منتخب إنجلترا تحت 17 سنة لكرة القدم ومنتخب إنجلترا تحت 18 سنة لكرة القدم ومنتخب إنجلترا تحت 20 سنة لكرة القدم. أما مع النوادي، فقد لعب مع توتنهام هوتسبير وكولتشستر يونايتد ونادي رينجرز ونادي لوتون تاون.

## وصلات خارجية
- ناتان أودوا على موقع قاعدة بيانات كرة القدم.إي يو (الإنجليزية)
- ناتان أودوا على موقع Soccerbase.com (لاعب) (الإنجليزية)
- ناتان أودوا على موقع Soccerway.com (الإنجليزية)
- ناتان أودوا على موقع عالم كرة القدم.نت (الإنجليزية)